# Albrecht Becker
Pour les articles homonymes, voir Becker.
Walter Albrecht Becker (né le 14 novembre 1906 à Thale-am-Harz en province de Saxe et mort le 22 avril 2002 à Hambourg) est un décorateur de cinéma allemand.

## Biographie
Après avoir suivi une formation commerciale entre 1921 et 1924 à Quedlinburg, il étudia le textile durant deux ans et demi à l'université de Reutlingen.
À l'automne 1924, il partit à Wurtzbourg, où il trouva une place de décorateur de vitrine dans le magasin de mode "Rom und Wagner". En 1926, il fréquenta l'école de décoration de Munich. Au début de l'année 1935, il fut arrêté avec son ancien ami, un directeur de musée, sous le chef d'accusation d'homosexualité et fut condamné à trois ans de prison qu'il effectua à Nuremberg. En 1940, il se porta volontaire pour servir dans l'armée allemande et servit comme radiotélégraphiste jusque début 1941 sur le front de l'Est. À l'été 1942, il fut blessé au bras. C'est à cette époque qu'il commença à se tatouer, ce qu'il fit pendant plus de 40 ans.
Pendant sa période de convalescence, il fit la connaissance en 1944 du décorateur débutant Herbert Kirchhoff, avec qui il lia une amitié profonde. Après la guerre, il travailla tout d'abord comme interprète, puis comme dessinateur. Quand il apprit au printemps 1947, que Kirchhoff avait percé dans l'industrie du film, il devint son assistant.
À partir de 1951, Becker travailla en tant qu'associé à parts égales avec Kirchhoff sur de nombreux films, en priorité pour la société de production Real-Film et pour les réalisations de Helmut Käutner. Par deux fois, il obtinrent pour leurs performances un Bundesfilmprei. C'est seulement à partir de 1960, que Becker travailla seul, essentiellement pour la Norddeutscher Rundfunk.
Après avoir pris sa retraite de décorateur de films, il forma au milieu des années 1980 le Studio Hamburg des réalisateurs africains. Après la mort d'Herbert Kirchhoff en 1988, il céda sa succession à la cinémathèque allemande (Deutsche Kinemathek) et au musée du film allemand (Deutsches Filmmuseum).
Rosa von Praunheim rendit public en 2005, pour sa série Schwule Zeitungen der Nazizeit, le film Liebe und Leid - Albrecht Becker (Amour et souffrance - Albrecht Becker), l'interview du nonagénaire.
Il consacra le reste de sa vie à la photographie sado-masochiste. 
Lors d'une exposition au Schwules Museum de Berlin en 1998, il rencontra le photographe français Hervé Joseph Lebrun. De cette collaboration qui dura jusqu'à sa mort, le film Albrecht Becker, Arsch Ficker, Faust Ficker (2004) fut réalisé.
Albrecht Becker fut avec Pierre Seel, Karl Gorath, Heinz F., Annette Eick, Gad Beck et Heinz Dörmer, l'un des derniers témoins interviewés dans le film Paragraphe 175 (2000) réalisé par Rob Epstein et Jeffrey Friedman, récompensé lors de la Berlinale 2000.

## Récompenses et distinctions
- 1957 : Filmband in Gold (meilleur décor) pour Le Capitaine de Köpenick de Helmut Käutner
- 1961 : Filmband in Gold (meilleur décor) pour Das Glas Wasser (Le Verre d'eau) de Helmut Käutner

## Filmographie
| - 1948 : Arche Nora de Werner Klingler - 1948 : Finale de Ulrich Erfurth - 1949 : Die letzte Nacht de Eugen York - 1949 : Hafenmelodie de Hans Müller - 1949 : Die Freunde meiner Frau de Hans Deppe - 1949 : Schicksal aus zweiter Hand / Zukunft aus zweiter Hand de Wolfgang Staudte - 1949 : Ombres du passé (Schatten der Nacht) de Eugen York - 1950 : Gabriela de Géza von Cziffra - 1950 : Der Mann, der sich selber sucht de Géza von Cziffra - 1950 : Mädchen mit Beziehungen de Ákos Ráthonyi - 1950 : Une fille du tonnerre (Die Dritte von rechts) de Géza von Cziffra - 1951 : Malheur à celui qui aime (Weh dem, der liebt) de Sándor Szlatinay - 1951 : Le Charme de Dolorès (Die verschleierte Maja) de Géza von Cziffra - 1951 : Kommen Sie am Ersten de Erich Engel - 1951 : Panique au zoo (Gift im Zoo) de Hans Müller et Wolfgang Staudte - 1952 : Valse dans la nuit de Erich Engel - 1952 : Toxi de Robert A. Stemmle - 1952 : La Danse des étoiles (Tanzende Sterne) de Géza von Cziffra - 1953 : L'Hôtel qui chante (Das singende Hotel) de Géza von Cziffra - 1953 : Ne craignez pas les grosses bêtes (Keine Angst vor großen Tieren) de Ulrich Erfurth - 1953 : Fleur de Hawaii (Blume von Hawaï) de Géza von Cziffra - 1954 : Geld aus der Luft de Géza von Cziffra - 1954 : Columbus entdeckt Krähwinkel (Columbus découvre Krähwinkel) de Ulrich Erfurth et Alexander Paal - 1954 : Danse au soleil (Tanz in der Sonne) de Géza von Cziffra - 1955 : Le Général du Diable (Des Teufels General) de Helmut Käutner - 1955 : Bal au Savoy (Ball im Savoy) de Paul Martin - 1955 : Le Faux Adam (Der falsche Adam) de Géza von Cziffra - 1955 : Les Bandits de la route (Banditen der Autobahn) de Géza von Cziffra - 1955 : Unternehmen Schlafsack de Arthur Maria Rabenalt - 1955 : Les Yeux bleus (Zwei blaue Augen) de Gustav Ucicky - 1955 : Music in the Blood (Musik im Blut) de Erik Ode - 1956 : Le Capitaine de Köpenick (Der Hauptmann von Köpenick) de Helmut Käutner - 1956 : Docteur Vlimmen (Tierarzt Dr. Vlimmen/Skandal um Dr. Vlimmen') de Arthur Maria Rabenalt - 1956 : Un cœur rentre à la maison / Les Liens du sang (Ein Herz kehrt heim) de Eugen York - 1956 : La Dernière Escale (Zwischen Zeit und Ewigkeit) de Arthur Maria Rabenalt - 1957 : Rendez-vous à Zürich (Die Zürcher Verlobung) de Helmut Käutner - 1957 : Super Soirée (Tolle Nacht) de John Olden - 1957 : Monpti de Helmut Käutner - 1957 : Les Nuits du Perroquet vert de Georg Jacoby - 1957 : Ainsi sont les hommes (Wenn Frauen schwindeln / Europas neue Musikparade 1958) de Paul Martin - 1958 : Zone-Est interdite (Le monde a tremblé) (Nasser Asphalt) de Frank Wisbar - 1958 : Bühne frei für Marika! de Georg Jacoby - 1958 : Le Bandit au grand cœur (Der Schinderhannes) de Helmut Käutner - 1959 : Et tout le reste n'est que silence (Der Rest ist Schweigen) de Helmut Käutner - 1959 : Nuit d'avant-première (Die Nacht vor der Premiere) de Georg Jacoby - 1959 : La Belle et l'Empereur de Axel von Ambesser - 1959 : Nuits de Tanger (Salem aleikum) de Géza von Cziffra - 1959 : La Profession de Madame Warren (Frau Warrens Gewerbe) de Ákos Ráthonyi - 1960 : La femme à la fenêtre obscure (Die Frau am dunklen Fenster) de Franz Peter Wirth - 1960 : Die Zeugin im grünen Rock (de) (série télévisée Stahlnetz) - 1960 : Le Verre d'eau (Das Glas Wasser) de Helmut Käutner - 1960 : Pension Schöller de Georg Jacoby - 1960 : Gauner in Uniform / Hauptmann – deine Sterne de Géza von Cziffra - 1961 : Ne fais pas le singe ! (Ach Egon!) de Wolfgang Schleif - 1961 : L'Aventurière bien-aimée (de) (Geliebte Hochstaplerin) d'Ákos von Ráthonyi - 1961 : Bei Pichler stimmt die Kasse nicht de Hans Quest - 1961 : Drôle de menteur (Der Lügner) de Ladislas Vajda - 1961 : Das Leben des Galilei (TV) d'Egon Monk (basé sur La Vie de Galilée de Bertolt Brecht) - 1962 : Que pensez-vous de la conduite de Constance ? (Finden Sie, daß Constanze sich richtig verhält?) de Tom Pevsner - 1962 : Nie hab' ich nie gesagt (TV) de Allan A. Buckhantz - 1962 : In jeder Stadt … (de) (série télévisée Stahlnetz) de Jürgen Roland - 1962 : Le Château (Das Schloß) (TV) de Sylvain Dhomme - 1962 : Annoncentheater - Ein Abendprogramm des deutschen Fernsehens im Jahre 1776 (TV) de Helmut Käutner - 1962 : Spur 217 (série télévisée Stahlnetz) de Jürgen Roland - 1962 : Stalingrad (TV) de Gustav Burmester - 1963 : Bétail de boucherie (Schlachtvieh) (TV) d'Egon Monk - 1963 : Das Haus an der Stör (de) (série télévisée Stahlnetz) de Jürgen Roland - 1963 : Freddy et le Nouveau Monde (Heimweh nach St. Pauli) de Werner Jacobs et Karl Vibach - 1963 : Das kleine Hofkonzert (TV) de John Olden - 1964 : Wilhelmsburger Freitag (TV) d'Egon Monk - 1964 : Rehe (de) (série télévisée Stahlnetz) de Jürgen Roland - 1964 : Strandkorb 421 (de) (série télévisée Stahlnetz) de Jürgen Roland - 1964 : Das letzte Kapitel (TV) de Rolf Busch - 1965 : Une journée - Rapport d'un camp de concentration allemand en 1939 (Ein Tag - Bericht aus einem deutschen Konzentrationslager 1939) (TV) d'Egon Monk - 1965 : Die Zwischenmeister (Téléfilm en 4 parties) - 1965 : Die Katze im Sack (Téléfilm en 2 parties) de Jürgen Roland - 1965-69 : Gertrud Stranitzki (série télévisée) de Georg Tressler - 1966 : Corinne und der Seebär (TV) de Thomas Engel - 1966 : Der Fall Lothar Malskat (TV) de Günter Meincke - 1966 : Das Mädchen Angelika (TV) de Rudolf Jugert - 1966 : Der Fall Vera Brühne (TV) de Rudolf Jugert - 1967 : Ida Rogalski (TV-Serie) de Tom Toelle - 1967 : Hauptstraße Glück (TV-Serie) de Franz Marischka - 1967 : Der Fall Petlov (TV) de Wolfgang Werner - 1967 : Hafenkrankenhaus (TV-Serie) de Erich Neureuther - 1968 : Nationalkomitee Freies Deutschland (TV) de Georg Tressler - 1968 : Beaumarchais (TV) de Günter Meincke - 1968 : Madame Caillaux (TV) de Werner Schlechte - 1968 : Der Fall Wera Sassulitsch (TV) de Wolfgang Schleif - 1969 : Das Ferienschiff (TV) de Hermann Kugelstadt - 1969 : Damenquartett (TV) de Eberhard Fechner - 1969 : Friedrich Ebert – Geburt einer Republik (TV) de Hermann Kugelstadt - 1969 : Schicksalsjahre der Republik (TV) de Hermann Kugelstadt - 1969 : Gnade für Timothy Evans (TV) de Korbinian Köberle - 1969 : Neu-Böseckendorf (TV) de Robert A. Stemmle - 1969 : Goldene Städte (TV) d'Egon Monk - 1969 : Weh' dem, der erbt de Georg Tressler - 1970 : Gedenktag (TV) de Dieter Wedel - 1970 : Die Journalistin (série télévisée) de Georg Tressler - 1970 : Auftrag: Mord! (TV) de Dieter Lemmel - 1971-73 : Hamburg Transit (série télévisée) de Claus Peter Witt et Hermann Leitner - 1971 : Geschäfte mit Plückhahn (TV) de Claus Peter Witt - 1972 : Einmal im Leben (TV-Dreiteiler) de Dieter Wedel - 1973 : Le Petit Docteur (Der kleine Doktor) (série télévisée) de Thomas Engel et Wolfgang Becker - 1974 : Konny und seine drei Freunde (TV) de Helmut Meewes - 1974 : Der Hellseher (TV) de Nathan Jariv - 1974 : Lehmanns Erzählungen (TV) de Wolfgang Staudte - 1974/75 : Lokalseite unten links (série télévisée) - 1975 : Trotzki in Coyoacan (TV) de Rolf Busch - 1975 : Zwei Finger einer Hand (TV) de Georg Marischka - 1977 : Les Généraux - Anatomie de la bataille de la Marne (Generale - Anatomie der Marneschlacht) (TV) de Franz Peter Wirth - 1977 : Reinhard Heydrich – Manager des Todes de Heinz Schirk - 1977 : Australische Blindheit (série télévisée Geschichten aus der Zukunft) de Heinz Schirk - 1978 : Geburt eines Waisenkindes (série télévisée Geschichten aus der Zukunft) de Heinz Schirk - 1978 : Denken heißt zum Teufel beten (TV) de Nathan Jariv - 1978 : Der Mix (série télévisée Geschichten aus der Zukunft) de Heinz Schirk - 1979 : Gefangen in Frankreich: Theodor Fontane im Krieg 1870/71 (TV) de Theo Mezger - 1980 : Am Südhang (TV) de Michael Verhoeven - 1980 : Jeder braucht Musik (TV) de Hartmut Schottler - 1980 : Wagen 106 (série télévisée) de Wolfgang Panzer - 1981 : Beate und Mareile (TV) de Hajo Gies - 1981 : Warnung aus dem Käfig (TV) de Peter von Zahn - 1983 : Es muß nicht immer Mord sein (série télévisée) |

## Source de la traduction
- (de) Cet article est partiellement ou en totalité issu de l’article de Wikipédia en allemand intitulé « Albrecht Becker (Szenenbildner) » (voir la liste des auteurs).